# Šlehačkový dort (opereta)
Šlehačkový dort (ve francouzském originále Tarte à la crème) je opereta (valse) o jednom dějství francouzského skladatele Jacquese Offenbacha na libreto Alberta Millauda a Ludovica Halévyho z roku 1875. Její premiéra se konala 14. prosince 1875 v pařížském divadle Théâtre des Bouffes-Parisiens.

## Vznik, charakteristika a historie
Tento drobný divadelní kus vznikl koncem roku 1875 původně jako úvodní kus („lever de rideau“) k Offenbachově opéra comique Kreolka (La Créole). Oficiálně byl jediným autorem libreta dramatik, libretista a novinář Albert Millaud, ale záznamy prokazují, že polovinu autorských práv pobíral známý libretista Ludovic Halévy; oba spolu s Henri Meilhacem byli rovněž autory libreta Kreolky. Jacques Offenbach hudbu podepsal pseudonymem Alfred Lange, který používal v několika případech již dříve a který byl pro tisk i informované obecenstvo velmi průhledný. Le Figaro ještě před premiérou čtenářům prozrazoval, že se pod ním „skrývá jeden z našich nejrozšířenějších skladatelů“.
Millaudovo a Halévyho libreto se ukázalo jako velmi povedené a získalo nejen zájem publika, ale i blahovolnou přízeň kritiky. Například Henri Moreno o této komedii psal v Le Ménéstrel: „Autor do ní vložil více ducha, než se obvykle vkládá do bezvýznamné aktovky, jež má obecenstvu zpříjemnit čekání na hlavní kus.“ Édouard Noël a Edmond Stullig v ročence Les Annales du théâtre et de la musique zase zhodnotili libreto takto: „Předností této komedie záměn není velká novost; alespoň však plyne svěže a úplně stačí k pobavení osob, které povečeřevši časně v době, kdy se večeřívá tak pozdě, přišly na Kreolku trochu brzy.“
Hudba v této operetě hraje méně významnou roli pro dramatické dění a Offenbachova partitura k ní byla také velmi krátká. Henri Moreno ji popisuje takto: „Jeho partitura není nestravitelná: sestává z jediného valčíku. Je pravdou, že slouží jako předehra, jako velká árie pro zpěvačku, poté jako duet pro mladé milence a nakonec jako závěrečné finále pro všechny hlasy. Byl servírován na všechny způsoby. Naštěstí se dá poslouchat.“ Tento valčík se v operetě jmenuje Tarte à la crème, tedy „šlehačkový dort“. Nejen že dal celému dílu název – protože jinak se žádný dort v ději nevyskytuje – ale také odůvodňuje, proč autoři udělili Šlehačkovému dortu žánrové označení „valčík“, jinak pro označení dramatického díla dosti nezvyklé.
Opereta měla velký úspěch: hrála se do konce roku 1875 28krát a v následujícím roce ještě 85krát, čímž se pro Bouffes-Parisiens stala zdaleka nejhranějším kusem roku 1876. Pomohlo i to, že od 21. února převzala hlavní ženskou úlohu hvězda Anna Judic. Avšak příběh měl zdá se na úspěchu větší podíl než Offenbachova nevelká partitura. Od roku 1883 komedii uvádělo divadlo Théâtre des Variétés, avšak v úpravě bez Offenbachova valčíku, a proto také s jiným názvem: Chalet à vendre (Chata na prodej). Tato inscenace se hrála až do roku 1889 více než 500krát.
Mimo Francii tato hra v původní podobě s Offenbachovou hudbou nepronikla. Podle názoru Offenbachova českého životopisce, muzikologa Miroslava Šulce, je to „zcela zbytečná jednoaktovka“.

## Osoby a první obsazení
| osoba                         | hlasový obor | světová premiéra (14.12.1875)                          |
| ----------------------------- | ------------ | ------------------------------------------------------ |
| Macassar                      | tenor        | Édouard Homerville                                     |
| Claire, jeho dcera            | soprán       | Marie Soll                                             |
| Amédée de Criquetot           | tenor        | Charles Colombey (vl. jm. Charles Hippolyte Tardiveau) |
| Neznámý                       | baryton      | Charles Pescheux                                       |
| Céleste, Macassarova služebná | soprán       | Nita Rolla                                             |

## Děj operety
Děj se odehrává na chatě pařížského měšťana Macassara ve vesnici Le Pecq poblíž Saint-Germain-en-Laye. Macassar si přeje jednak svou chatu prodat a jednak provdat svou dceru Claire za mladého a zámožného, ale velmi ostýchavého mladíka, kterého on ani jeho dcera osobně neznají. Aby nápadníkovi ulehčil průběh návštěvy, smluví se s ním Macassar, že se má dostavit jako kupec jeho chaty.
Na dveřích je tedy vyvěšeno „Dům na prodej“. Claire o samotě vzpomíná na bál o letošní zimě, kde ji jistý pohledný kavalír vyzval k tanci; jeho elegance a svůdný hovor spolu s neodolatelnou melodií valčíku s názvem La Tarte à la crème (šlehačkový dort) na ni tak zapůsobily, že je nemůže dostat z hlavy – ale nezná jeho jméno a je přesvědčena, že se s ním již nikdy nesetká. Jaké překvapení, když do dveří vstupuje právě onen kavalír. Světák Amédée de Criquetot je unaven společenským životem a chce se usadit na klidném a příjemném místě, proto jej zaujala cedule na dveřích a chce si nemovitost prohlédnout. Ale Claire je přirozeně přesvědčena, že si přišel pro ni, což si gentleman Criquetot nedovolí vyvracet, a i Macassar ho považuje za vyhlédnutého nápadníka. Skutečný uchazeč o Claiřinu ruku se dostaví brzy poté, ale se svým inkognitem zájemce o chatu je úspěšný až přespříliš. Macassar jej má za skutečného potenciálního kupce a nechá ho na starosti rázné služce Céleste – která ostýchavého mládence ovládne tak, že ji všude poslušně, byť s narůstajícím zoufalstvím následuje. Po několika nedorozuměních se vše vysvětlí, ale mezitím již bylo rozhodnuto jinak, než jak si Macassar představoval. Claire si vezme svého tanečníka a ani její zavržený nápadník nepřijde zkrátka: odkoupí chatu a peníze, které za ní Claiřin otec utrží, půjdou na dívčino věno.